# Zoológico da Guiana Francesa
O Zoológico da Guiana Francesa é um parque zoológico francês localizado na Guiana Francesa. É o único presente nesta região e departamento ultramarino. Localizado nas duas comunas de Macouria e Montsinéry, abriga mais de 75 espécies guianenses, a maioria das quais são protegidas, representando mais de 450 indivíduos.

## História
O zoológico surgiu em 1983, quando Rudolf Watschinger criou o Fauna Flora Amazonica, um centro de criação de beija-flores que ele comercializou na Alemanha. Com a mudança de regulamentação dois anos depois, ele transformou sua estrutura em um parque de animais e o batizou de Reserva Animal Macourienne . Em dificuldades financeiras, o local foi comprado em 2002 pelos municípios de Macouria e Montsinéry, que o administram por meio do Sindicato Intercomunitário do Zoológico de Macouria e Montsinéry-Tonnégrande (SIZMM). Em 2007, o zoológico foi fechado devido à degradação e foram introduzidas normas de segurança, antes de ser vendido .

Foi reaberto em 2008, após obras realizadas pelos compradores, Angélique e Franck Chaulet, responsáveis pelo Grupo de Parques Florestais Tropicais, que inclui também o Jardim Zoológico de Guadalupe e o Jardim Balata . Em 2014, este grupo foi enriquecido pelo zoológico da Martinica, criado no Habitation Anse Latouche. Em 2018, o banco de investimento público e o fundo de investimento Trocadero Capital Partners adquiriram uma participação no grupo, juntamente com os fundadores e executivos do grupo .

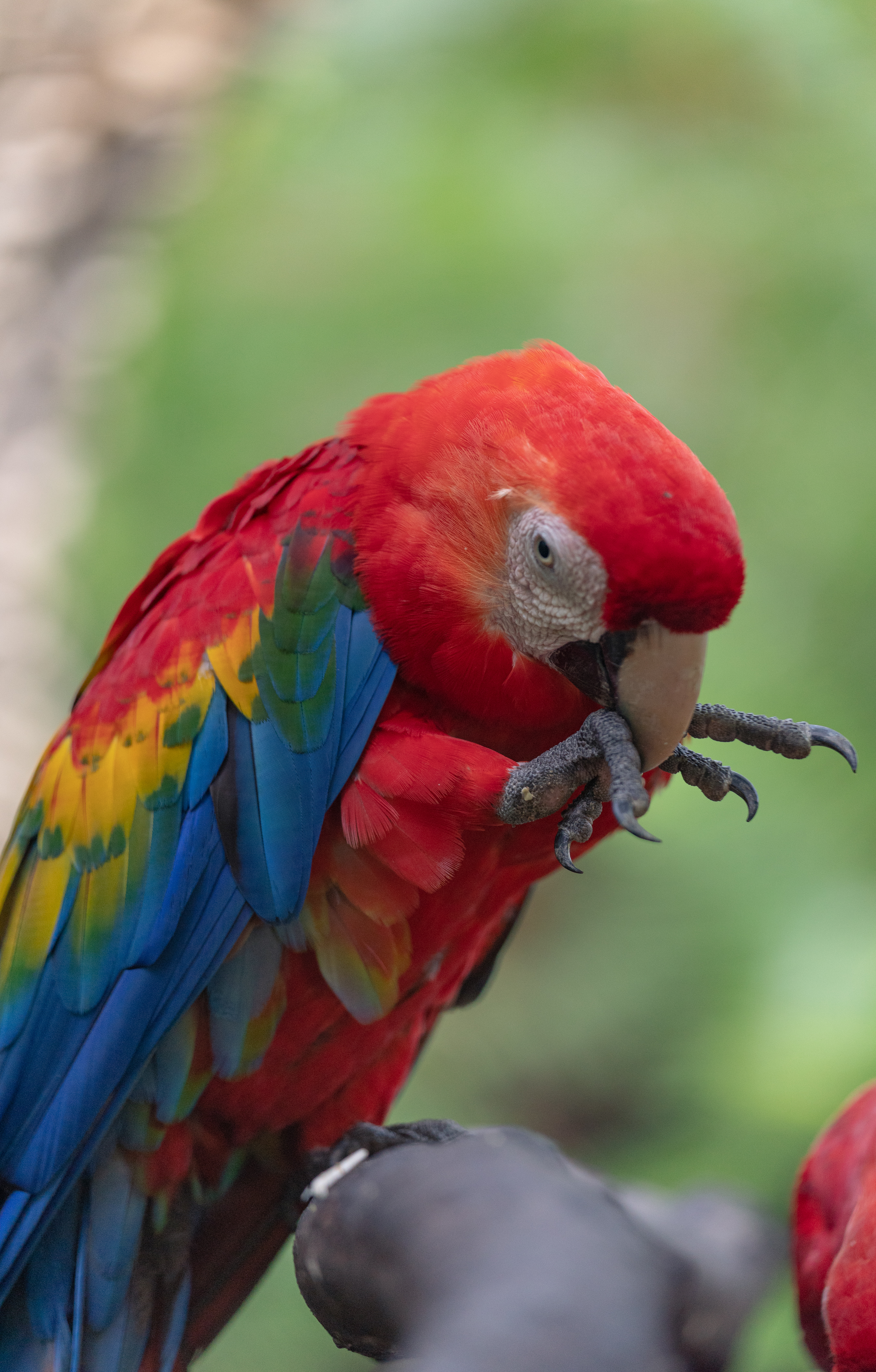
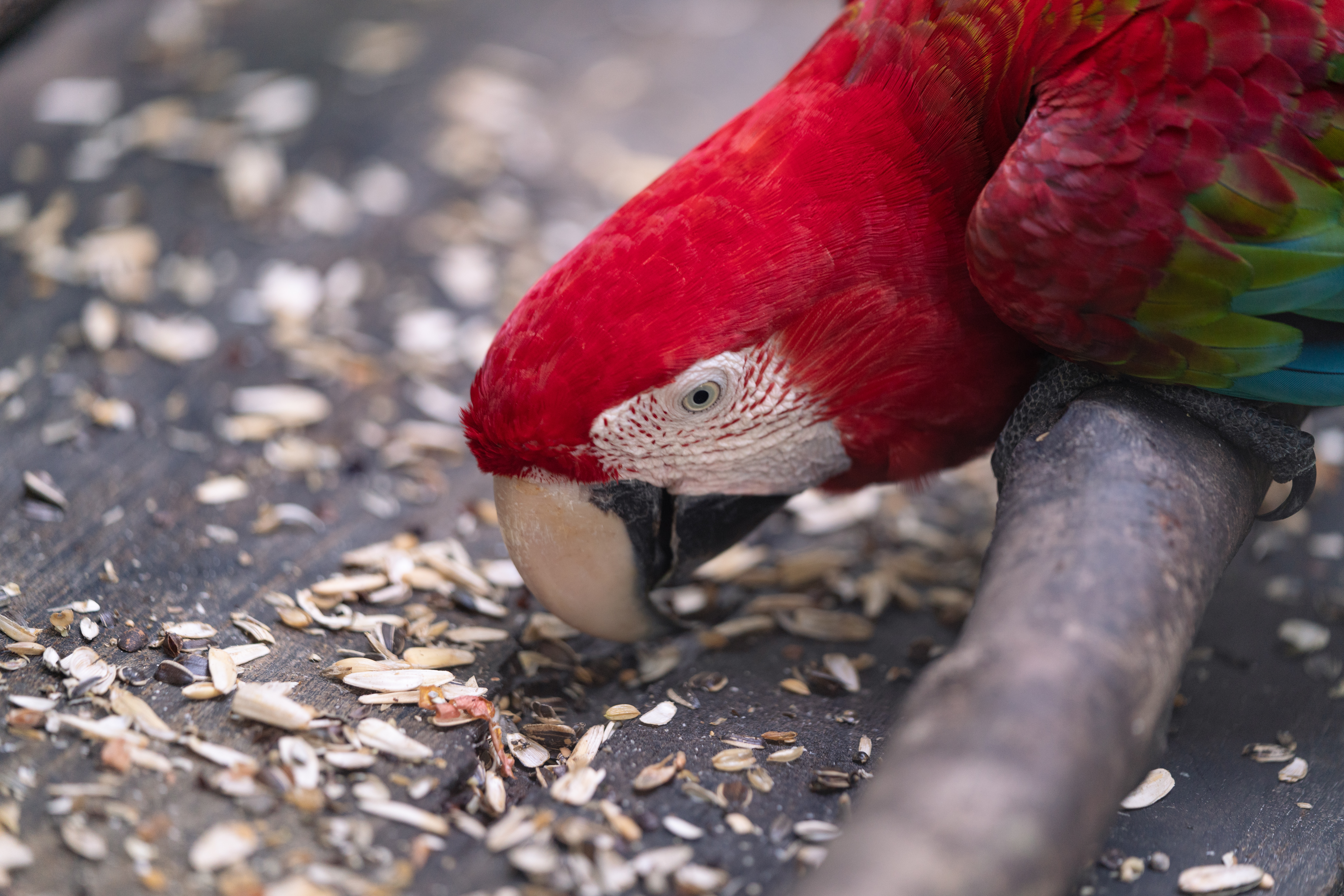
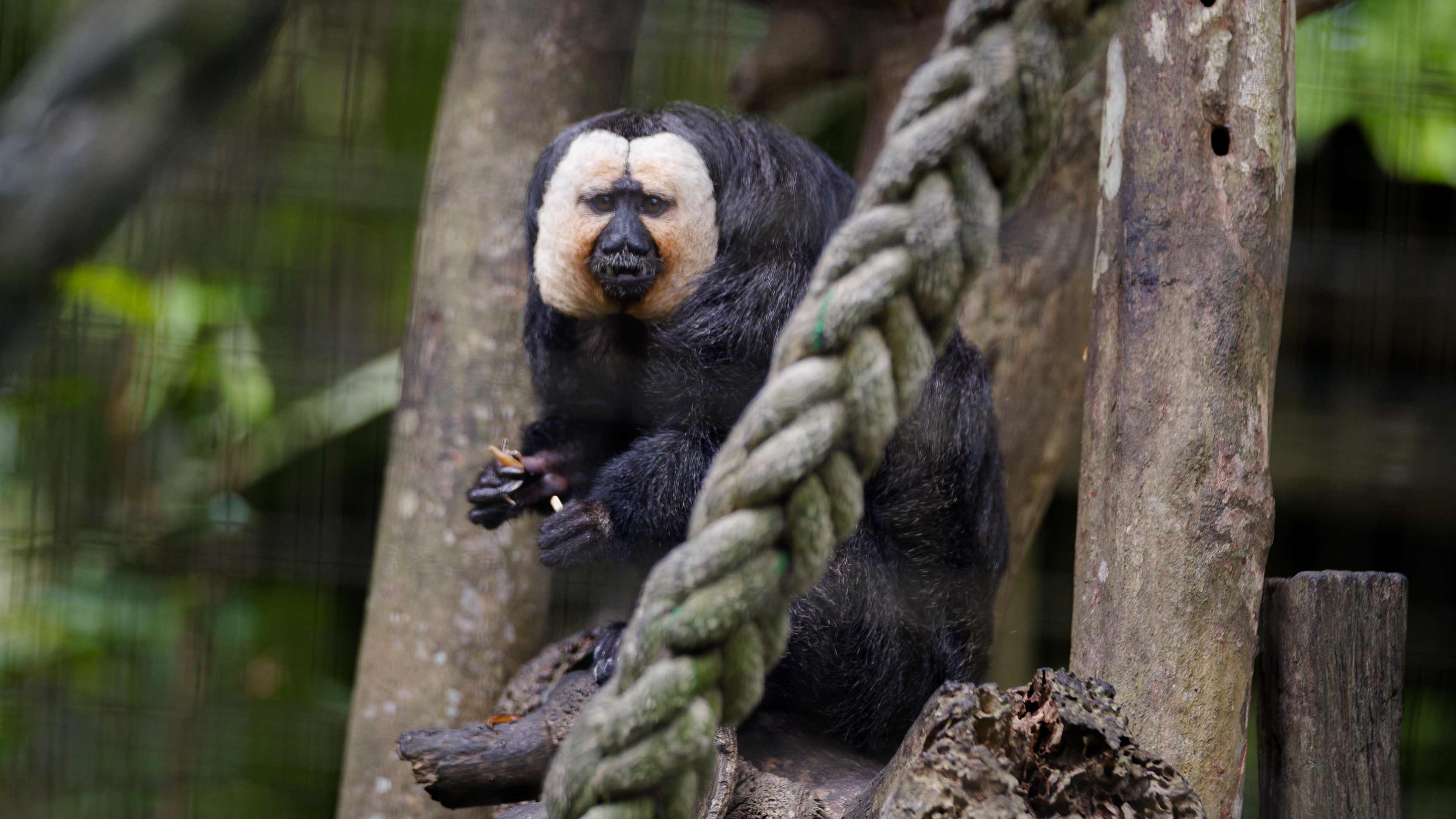
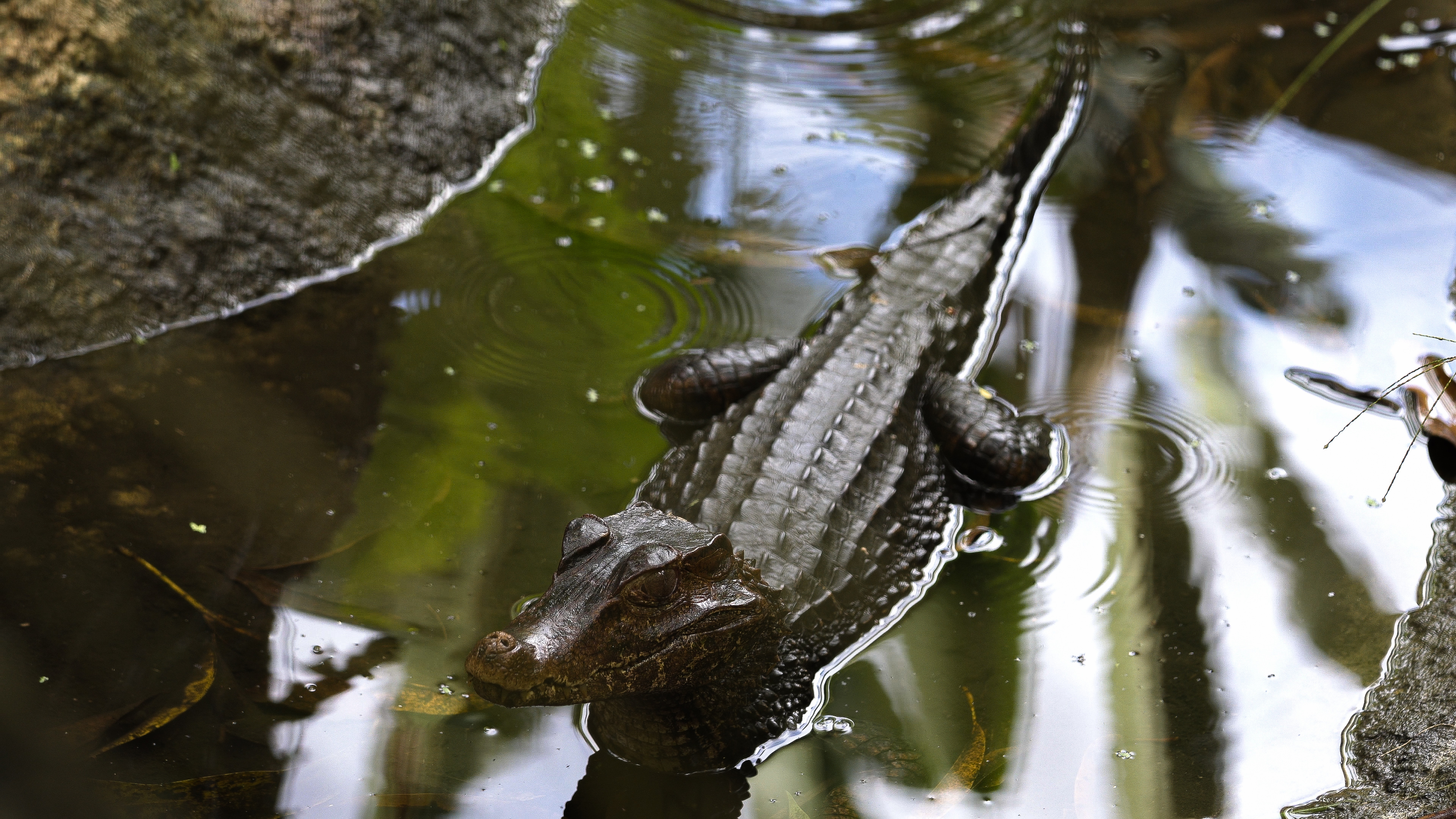
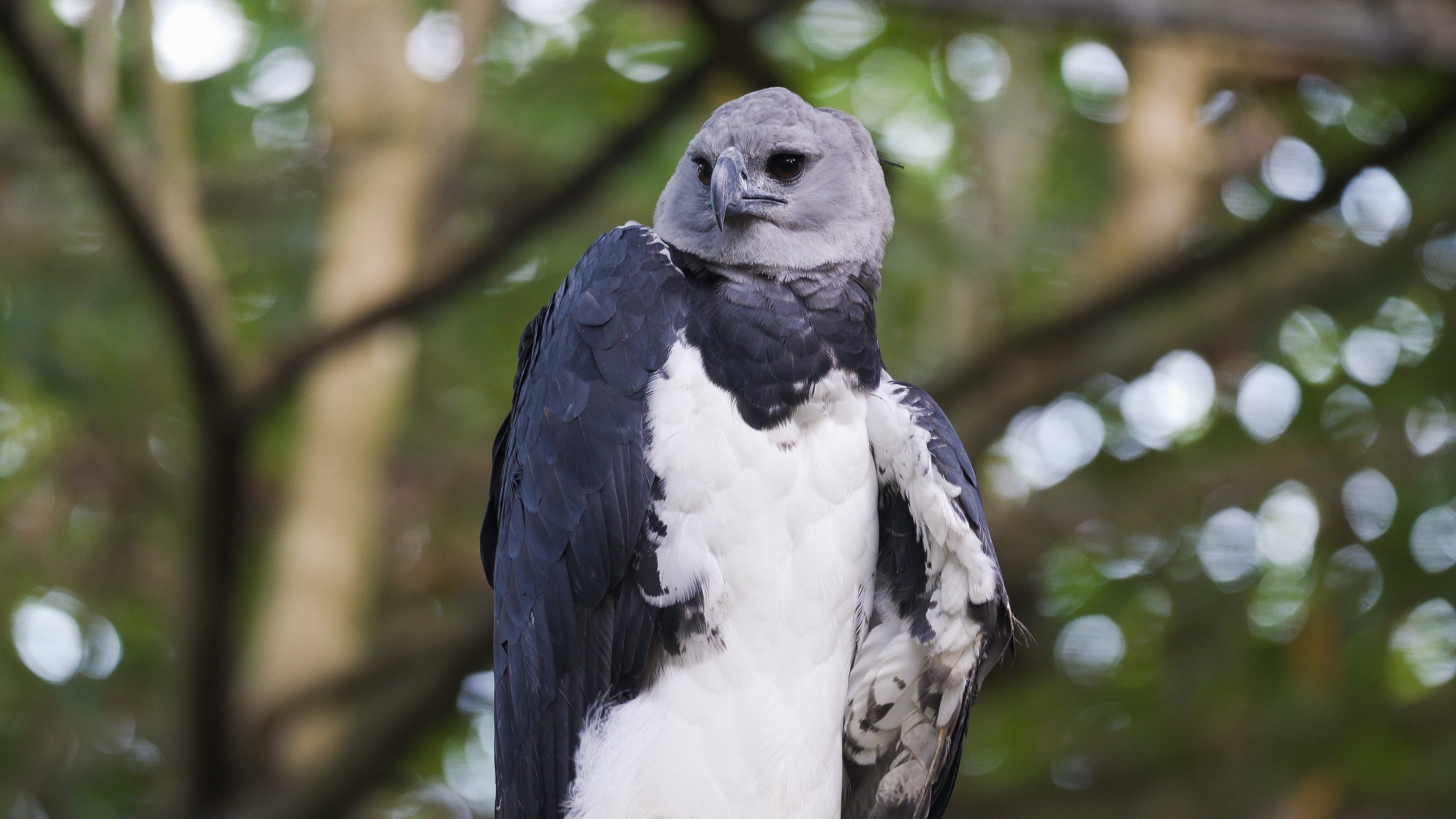
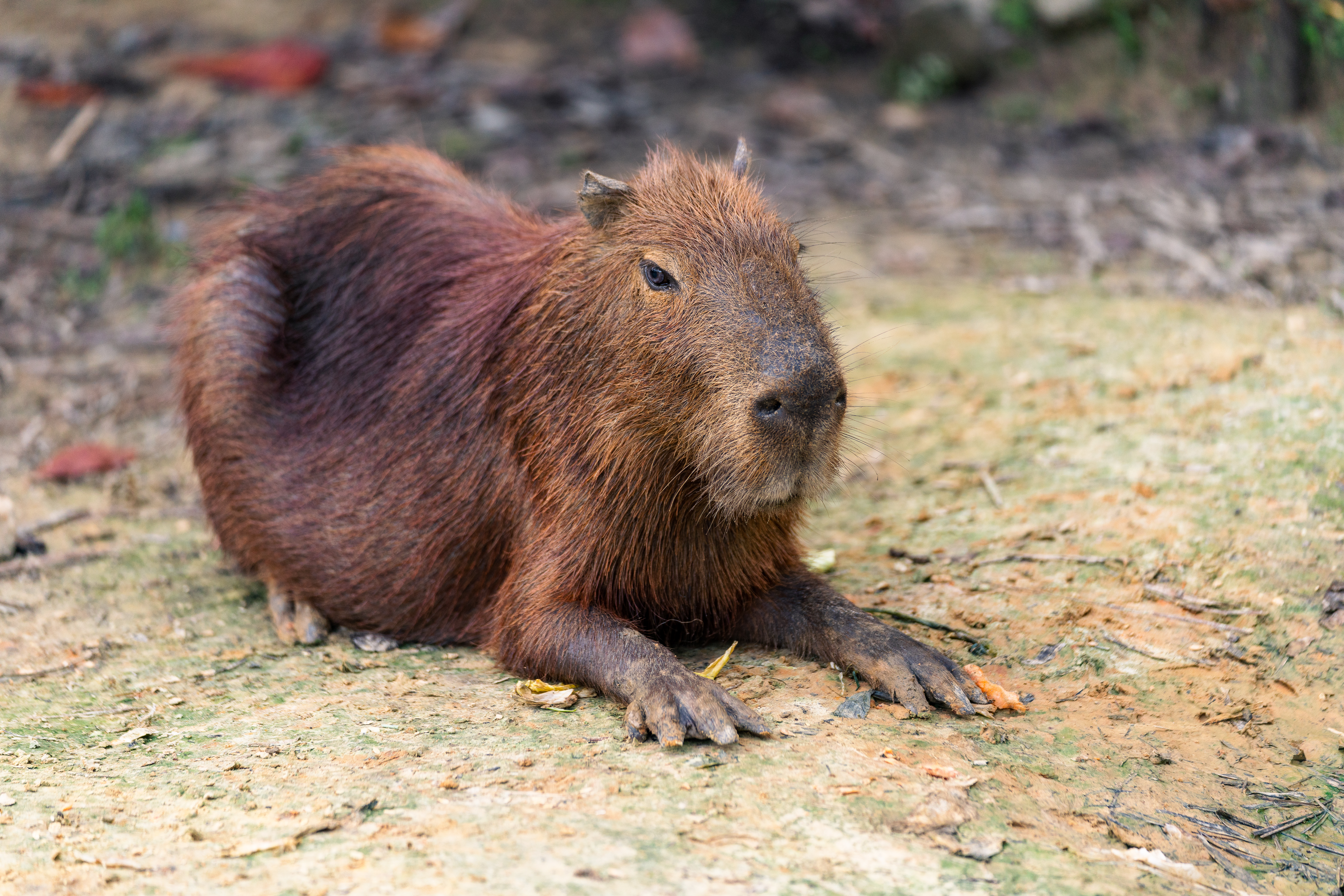
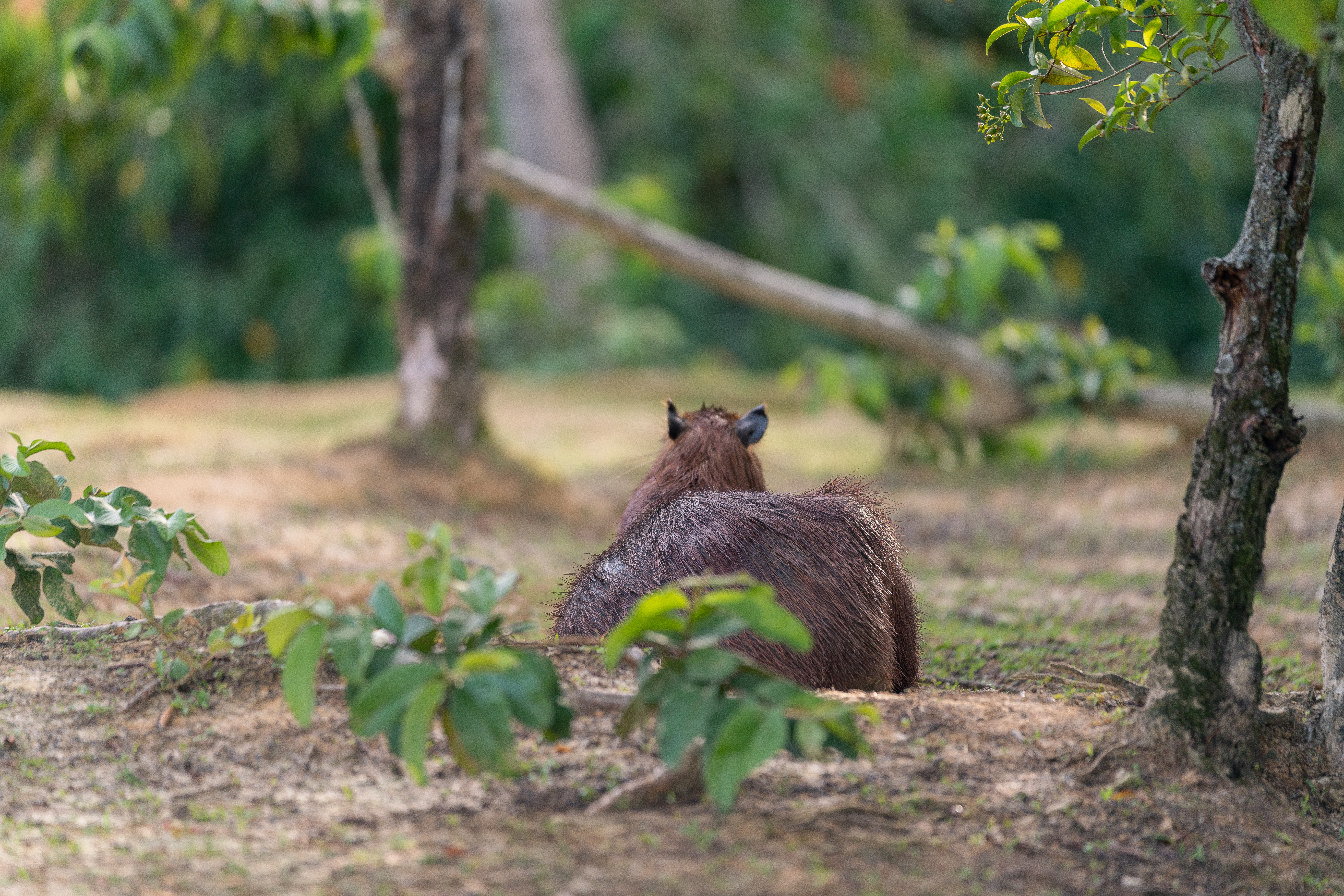
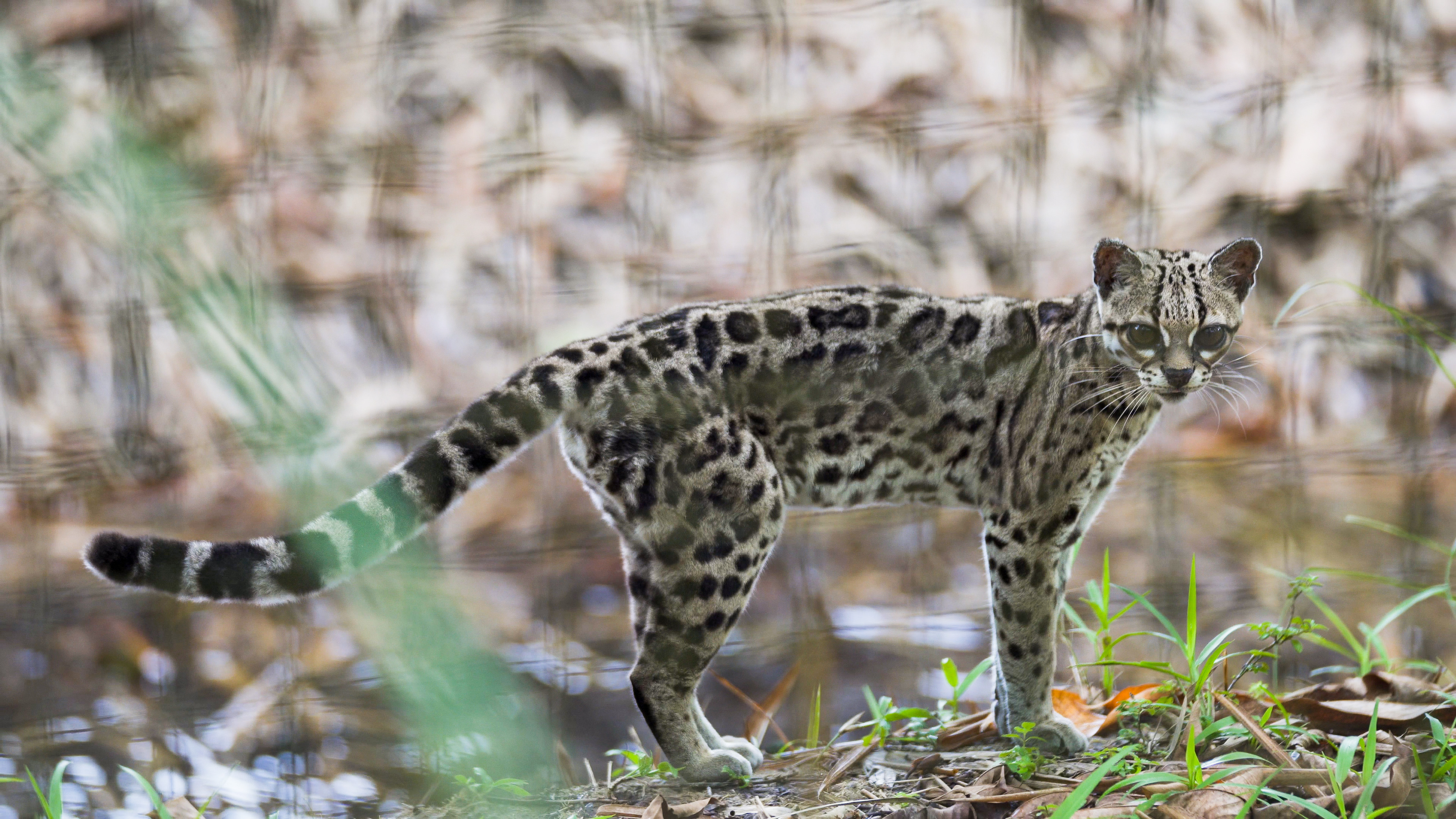

## Instalações e vida selvagem apresentadas
O zoológico da Guiana Francesa permite a observação de um grande número de espécies de animais da Guiana como, por exemplo, iguanas, araras, jacarés-açu e jacarés-de-óculos, uma sucuri, um jupará, um guará, um gato-maracajá, uma onça-preta, pumas e jaguatiricas. Mas também antas, queixadas, quatis, capuchinhos, saguis, além de macacos-aranha-de-cara-vermelha, uma harpia e um urubu.

## Economia
É uma das principais atrações turísticas da Guiana Francesa. Recebeu 39.481 visitantes em 2010 e pouco menos de 44.000 visitantes em 2013, tornando-se o segundo local mais visitado do departamento, depois das Ilhas da Salvação .